# Târsa, Hunedoara
Târsa este un sat în comuna Boșorod din județul Hunedoara, Transilvania, România.